# D.A.F.T.: A Story About Dogs, Androids, Firemen and Tomatoes
D.A.F.T.: A Story About Dogs, Androids, Firemen and Tomatoes es una recopilación de videos musicales del dúo francés de música electrónica Daft Punk que fue lanzada el 15 de noviembre de 1999. Aunque el acrónimo del título deriva de Dogs («Da Funk» y «Fresh»), Androids («Around the World»), Firemen («Burnin'») y Tomatoes («Revolution 909»), en los videos no hay ninguna trama coherente que conecte cualquiera de los episodios, por lo que podría considerarse una antología.
Cada video musical cuenta con un documental del making of o "cómo se hizo", a excepción de «Rollin' & Scratchin'» pues el video de esta canción es una presentación en vivo en Los Ángeles, California de 1997.

## Vídeos
- «Da Funk»

Comentario de audio con Spike Jonze
The Making of "Da Funk" (Featuring Armand Van Helden Remix)
The Making of the Dog's Head (Featuring "On Da Rocks" por Thomas Bangalter)
- «Around the World»

Comentario de audio con Michel Gondry
In the classroom with Michel Gondry
The Making of "Around the World" (Featuring Masters At Work Remix)
- «Burnin' (canción de Daft Punk)»

Comentario de audio con Seb Janiak
The Making of "Burnin'" (Featuring Ian Pooley "Cut Up" Mix)
- «Revolution 909»

Comentario de audio con Roman Coppola
The Making of "Revolution 909" (Featuring Roger Sánchez Remix)
- «Fresh»

The Rehearsal of The "Fresh" Shot With Daft Punk
The Making of "Fresh
- «Rollin' & Scratchin'» (Live in LA)